# Joseph Adélard Dubeau
Pour l’article homonyme, voir Dubeau.
Joseph Adélard Dubeau (25 mars 1873-10 octobre 1937) fut un avocat et homme politique fédéral du Québec.

## Biographie
Né à Saint-Ambroise-de-Kildare dans la région de Lanaudière, M. Dubeau étudia au Collège de Joliette où il lut le droit dans le cabinet de Joseph-Mathias Tellier.
Élu député du Parti libéral du Canada dans la circonscription fédérale de Joliette en 1904, il fut réélu en 1908. Il est défait en 1911 par le conservateur Joseph-Pierre Guilbault et en 1917 à titre de candidat des Libéraux de Laurier contre le libéral Jean-Joseph Denis. 